# Cazals-des-Baylès
Cazals-des-Baylès – miejscowość i gmina we Francji, w regionie Oksytania, w departamencie Ariège. Nazwa miejscowości pochodzi od casale (łac.), co oznacza lokalizację właściwą do postawienia domu.
Według danych na rok 1990 gminę zamieszkiwało 31 osób, a gęstość zaludnienia wynosiła 7 osób/km² (wśród 3020 gmin regionu Midi-Pireneje Cazals-des-Baylès plasuje się na 1032. miejscu pod względem liczby ludności, natomiast pod względem powierzchni na miejscu 1536.).